# Дидня (гміна, Бжозовський повіт)
Ґміна Дидня (пол. Gmina Dydnia) — колишня (1934—1939 рр.) сільська ґміна Бжозовського повіту Львівського воєводства Польської республіки 1918—1939 років. Центром ґміни було село Дидня.
1 серпня 1934 р. було створено ґміну Дидня у Бжозовському повіті. До неї увійшли сільські громади: Дидня, Грушівка, Яблоніца Руска, Яблонка, Конське, Кшемєнна, Кшиве, Нєвістка, Обарим, Темешув, Улюч, Вітрилув, Видрна.
У середині вересня 1939 року німці окупували територію ґміни, однак уже 26 вересня 1939 року мусіли відступити з правобережної частини, оскільки за пактом Ріббентропа-Молотова вона належала до радянської зони впливу. 27.11.1939 постановою Верховної Ради УРСР села Грушівка, Яблоніца Руска й Улюч в ході утворення Дрогобицької області включені до Добромильського повіту. Територія ввійшла до складу утвореної 27 листопада 1939 року Дрогобицької області УРСР (обласний центр — місто Дрогобич) і утвореного 17.01.1940 Бірчанського району (районний центр — Бірча). Наприкінці червня 1941, з початком Радянсько-німецької війни, територія знову була окупована німцями. В липні 1944 року радянські війська знову заволоділи цією територією. В березні 1945 року територія віддана Польщі. Основна маса місцевого українського населення була насильно переселена в СРСР в 1944—1946 р., решта під час операції «Вісла» в 1947 р. депортована на понімецькі землі.